# Parafia św. Katarzyny w Będzinie-Grodźcu
Parafia św. Katarzyny w Będzinie-Grodźcu – rzymskokatolicka parafia, położona w dekanacie będzińskim – św. Jana Pawła II, diecezji sosnowieckiej, metropolii częstochowskiej w Polsce. Obsługiwana jest przez księży diecezjalnych.

## Historia
Parafia grodziecka istniała już od XIII w. Parafia wzmiankowana została w sprawozdaniu z poboru świętopietrza sporządzonym przez Andrzeja de Verulis pośród parafii dekanatu sławkowskiego diecezji krakowskiej w 1326 pod nazwą Grossecz i ponownie w 1327.
Posiadała drewniany kościół, który spłonął w 1620 r. i 1638 r. (wtedy spaliła się także plebania z archiwum parafialnym). Przez sto lat nabożeństwa odbywały się w kościele św. Doroty w Będzinie. Kościół murowany wybudowano w latach 1726-29 za proboszcza ks. Wojciecha Ciołkowicza (konsekrowany 29 kwietnia 1744 r. przez biskupa Michała Kunickiego). W latach 1931-32 staraniem parafian i proboszcza ks. Stanisława Bilskiego do kościoła dobudowano nawę główną i kruchtę oraz wolno stojącą dzwonnicę.
Na terenie parafii znajduje się także kościółek św. Doroty na wzgórzu Dorotka.
Odpust parafialny odbywa się w święto św. Katarzyny - 25 listopada oraz 6 sierpnia w Przemienienie Pańskie w kościele na Górze św. Doroty.

## Proboszczowie
- Jakub (wsp. 1301)
- Jakub z Brzeźnicy (Brzetnicz) (1594-1622)
- Marcin Olkowicz (1601-1616)
- Wojciech z Lipnicy (Lipnicki), franciszkanin (1617-1655)
- Mikołaj Jeziorkowicz (1660-1684)
- Stanisław Grusikowski
- Wojciech (Ciołek -) Ciołkiewicz (Ciołkowicz) (1713-1734) (zm. 17 XI 1734, poch. w Grodźcu)
- Jan Uniszewski (1735-1763)
- Tomasz August Świątkowski (1763-1801)
- Jan Szaflarski (1801-1825)
- Józef Gidziński (1825-1844)
- Jan z Matry Grudziński (Grudzielski vel Grządzielski) (1844-1878)
- Rudolf Olszewski (1878-1889)
- Jan Termin (1890-1902) (ur. 24 IV 1828, zm. 4 XI 1904)
- Paweł Czapla (1902-1905)
- Jan Latała (1905-1907)
- Wincenty Cheliński (1907-1911)
- Lucjan Tomasik (1911-1919)
- Witalis Grzeliński (1919-1930) (ur. 1879, zm. 1939, poch. w Koziegłowach)
- Stanisław Bilski (1930-1945) (ur. 1892, zm. ?)
- Julian Suma (1945-1960) (ur. 12 XII 1896, zm. 3 VIII 1960, poch. w Grodźcu)
- Leopold Szweblik (1960-1991) (ur. 1913, zm. 1994, poch. w Goleszowie)
- Stanisław Wojtuszkiewicz (1991-2009) (ur. 1937, zm. 3 czerwca 2010, poch. w Urzędowie)[3]
- Piotr Pilśniak (administrator od 2009, proboszcz od maja 2010) (ur. 11 VI 1967)